# Hương Lung
Hương Lung là một xã thuộc huyện Cẩm Khê, tỉnh Phú Thọ, Việt Nam.
Xã Hương Lung có diện tích 16,37 km², dân số năm 1999 là 5.204 người, mật độ dân số đạt 318 người/km².